# Филенко, Леонид Иванович
Леонид Иванович Филе́нко (7 декабря 1941, Кучерявовладимировка, Николаевская область — 13 ноября 2003, Киев) — советский архитектор.

## Биография
Родился 7 декабря 1941 года в селе Кучерявовладимировка. Член Национального союза архитекторов Украины.
В 1966 окончил архитектурный факультет КГХИ (ныне — Национальная академия изобразительного искусства и архитектуры).
Умер 13 ноября 2003 года в Киеве.

## Проекты
В составе авторских коллективов участвовал в разработке проектов планировки киевских жилых массивов Оболонь (1966—1968), Левобережный (1968—1974), Теремки (1975).
Среди известных сооружений в Киеве: новые корпуса КГУ имени Т. Г. Шевченко на ул. Академика Глушкова, 6 (1977), Киевский филиал Центрального музея В. И. Ленина (1979—1982, теперь — «Украинский дом»), корпус архитектурного факультета КИСИ (1983, теперь — архитектурный факультет Киевского национального университета строительства и архитектуры), отель «Крещатик» (1985—1986).

## Награды и премии
- Государственная премия УССР имени Т. Г. Шевченко (1985) — за архитектуру и художественное оформление Киевского филиала Центрального музея В. И. Ленина